# Phân họ Cá cơm sông
Phân họ Cá cơm sông (Danh pháp khoa học: Pellonulinae) là một phân họ trong Họ Cá trích (Clupeidae). Đây là các loài cá nước ngọt.

## Các loài
Chi Clupeichthys
- Clupeichthys aesarnensis Wongratana, 1983
- Clupeichthys bleekeri Hardenberg, 1936
- Clupeichthys goniognathus Bleeker, 1855
- Clupeichthys perakensis Herre, 1936

Chi Clupeoides
- Clupeoides borneensis Bleeker, 1851
- Clupeoides hypselosoma Bleeker, 1866
- Clupeoides papuensis Ramsay & Ogilby, 1886
- Clupeoides venulosus Weber & de Beaufort, 1912

Chi Congothrissa
- Congothrissa gossei Poll, 1964

Chi Corica
- Corica laciniata Fowler, 1935
- Corica soborna Hamilton, 1822

Chi Ehirava
- Ehirava fluviatilis Deraniyagala, 1929

Chi Hyperlophus
- Hyperlophus translucidus McCulloch, 1917
- Hyperlophus vittatus Castelnau, 1875

Chi Laeviscutella
- Laeviscutella dekimpei Poll, Whitehead & Hopson, 1965

Chi Limnothrissa
- Limnothrissa miodon Boulenger, 1906

Chi Microthrissa
- Microthrissa congica Regan, 1917
- Microthrissa minuta Poll, 1974
- Microthrissa moeruensis Poll, 1948
- Microthrissa royauxi Boulenger, 1902
- Microthrissa whiteheadi Gourène & Teugels, 1988

Chi Nannothrissa
- Nannothrissa parva Regan, 1917
- Nannothrissa stewarti Poll & Roberts, 1976

Chi Odaxothrissa
- Odaxothrissa ansorgii Boulenger, 1910
- Odaxothrissa losera Boulenger, 1899
- Odaxothrissa mento Regan, 1917
- Odaxothrissa vittata Regan, 1917

Chi Pellonula
- Pellonula leonensis Boulenger, 1916
- Pellonula vorax Günther, 1868

Chi Poecilothrissa
- Poecilothrissa centralis Poll, 1974

Chi Potamalosa
- Potamalosa richmondia Macleay, 1879

Chi Potamothrissa
- Potamothrissa acutirostris Boulenger, 1899
- Potamothrissa obtusirostris Boulenger, 1909
- Potamothrissa whiteheadi Poll, 1974

Chi Sierrathrissa
- Sierrathrissa leonensis Thys van den Audenaerde, 1969

Chi Spratellomorpha
- Spratellomorpha bianalis (Bertin, 1940)

Chi Stolothrissa
- Stolothrissa tanganicae Regan, 1917

Chi Thrattidion
- Thrattidion noctivagus Roberts, 1972